# 투스텝
2-스텝 개러지(2-step garage, 약자: 투스텝(2-step))는 잉글랜드의 전자 음악 장르 중 하나이다. UK 개러지의 하위 장르이다.

## 특징
전형적인 투스텝(2-step) 드럼 패턴은 당김음 리듬 또는 타악기의 다른 요소에 적용된 셋잇단음표를 사용하여 비트 스키핑 킥 드럼 (beat-skipping kick drum)을 특징으로 하며, "흐르고, 흔들리는 펑크 느낌"을 만들어낸다. 한 마디에 2개의 킥 드럼 비트만 있는 트랙은 하우스, 트랜스 같은 전통적인 포 온 더 플로어 비트보다 느린 것으로 인식되지만, 드럼 패턴의 특이한 스네어 배치 및 악센트 또는 흩어진 림샷의 도입으로 청취자의 관심을 받고있다.

## 들어보기
Seven Wonders - Crazy (The Original 99 Lick) - 유튜브